# Караламбо, Йоргос
Йо́ргос (Джордж) Карала́мбо(с) (англ. Yiorgos (George) Caralambo(s), известный также как Грек Джордж (англ. Greek George), впоследствии — Джордж А́ллен (англ. George Allen); 1828, Малая Азия, Османская империя — 2 сентября 1913, Монтебелло, Калифорния, США) — погонщик верблюдов, в 1856 году нанятый Армией США для испытания Верблюжьего корпуса на Юго-Западе Соединённых Штатов.

## Биография
Родился в 1828 году в Малой Азии (Османская империя) в семье греков.
Проживал в Смирне, когда был принят в Верблюжий корпус Соединённых Штатов. Правительство США наняло восемь погонщиков верблюдов из Малой Азии для ухода за животными. Караламбо и другие погонщики прибыли в порт Индианолы (Лавака, Техас) со своими животными на судне «USS Supply». Среди других отобранных были Хаджи Али (позднее ставший известным как Филип Тедро), Мимико Теодора (Мико), Хаджиатис Яннако (Долговязый Том), Анастасио Коралли (Низкорослый Том), Микело Георгиос, Янни Иллато и Йоргиос Кости.
Соединённые Штаты приобрели 33 верблюда: 3 в Тунисе, 9 в Египте и 21 в Смирне. Верблюжий корпус доставил материалы для строительства сухопутного маршрута Баттерфилд (Butterfield Overland Stage Route) от Сент-Луиса до Лос-Анджелеса, сооружение которого было завершено в сентябре 1858 года.
Находясь на службе в Верблюжьем корпусе, Караламбо познакомился с майором Генри Хэнкоком, адвокатом и состоятельным землевладельцем из Лос-Анджелеса. Последний был так впечатлён самоотверженностью Караламбо, что хотел нанять его на частную службу в качестве погонщика верблюдов, доставляющих почту по маршруту Баттерфилд. Хэнкок предоставил возможность Караламбо построить агроусадьбу с хлевами для содержания дромедаров на северо-западе ранчо Ла-Брея (современный Западный Голливуд). Этот план сорвался, когда в 1862 году Армия США расформировала Верблюжий корпус. Караламбо был вынужден отспустить верблюдов на свободу, после чего животные продолжали жить в этой местности не менее 30 лет.
Караламбо оставался на ранчо Ла-Брея в продолжение значительной части 1870-х годов, ухаживая за коровами и лошадьми майора Хэнкока. В 1867 году он стал натурализованным гражданином США и изменил своё имя на Джордж Аллен.
5 мая 1874 года, Тибурсио Васкес, самый известный калифорнийский разбойник 1870—1880-х годов, был схвачен, когда скрывался в хижине за домом Караламбо. Васкес, на протяжении более 23 лет державший в страхе всю Южную Калифорнию, часто использовал агроусадьбу Грека Джорджа (так стали называть Йоргоса Караламбо местные жители) в качестве одного из своих многочисленных укрытий. Кто-то из жителей (возможно сам Караламбо), соблазнённый вознаграждением в размере 15 000 долларов, сообщил о местонахождении Васкеса. По утверждениям других, это был родственник Васкеса. Отряд, возглавляемый шерифом Альбертом Джонсоном, выступил из Лос-Анджелеса к месту проживания Грека Джорджа. Считается, что в настоящее время это место находится недалеко от пересечения бульвара Санта-Моника и Кингз-Роуд в Западном Голливуде.
Позднее Караламбос переехал в Монтебелло (Калифорния), где умер 2 сентября 1913 года в возрасте 85 лет.